# Droga A370 (Rosja)
Droga federalna A370 «Ussuri» (ros. Федера́льная автомоби́льная доро́га А370 «Уссу́ри»), do 2011 roku jako M60 – droga znaczenia federalnego na terenie Rosji. Trasa rozpoczyna swój bieg w Chabarowsku, a kończy we Władywostoku.

## Trasy międzynarodowe
Droga na odcinku od Chabrowska do Ussuryjska pokrywa się z trasą AH30, natomiast na odcinku od Ussuryjska do Władywostoku z azjatycką drogą AH6.